# Parafia św. Maksymiliana Marii Kolbego w Olkuszu
Parafia Świętego Maksymiliana Marii Kolbego w Olkuszu – parafia rzymskokatolicka położona w dekanacie św. Andrzeja Apostoła w Olkuszu, diecezji sosnowieckiej, metropolii częstochowskiej. 
Została erygowana w 1982 roku przez bp. Stanisława Szymeckiego.
1 października 2017 roku bp Grzegorz Kaszak konsekrował kościół parafialny św. Maksymiliana Marii Kolbego w Olkuszu.

## Proboszczowie
- ks. Stanisław Gajewski (1982–2009)[1]
- ks. Henryk Chmieła (od 2009)[1]